# Thionia schmidti
Thionia schmidti är en insektsart som beskrevs av Schmidt 1910. Thionia schmidti ingår i släktet Thionia och familjen sköldstritar. Inga underarter finns listade i Catalogue of Life.